# Somme vectorielle
Pour les articles homonymes, voir Somme.
Cet article court présente un sujet plus développé dans : vecteur, calcul vectoriel en géométrie euclidienne et espace vectoriel.

Deux vecteurs et et le vecteur somme.

La somme vectorielle, ou plus simplement somme, de deux vecteurs
est le vecteur
où D est l'unique point tel que A, B, D et C forment un parallélogramme.
Dans une base, la somme de deux vecteurs a pour coordonnées la somme composante par composante des coordonnées des deux vecteurs, dans le cas de vecteurs dans le plan (deux coordonnées) :
Dans le cas d'un espace Kn de n-uplets, la somme vectorielle se définit directement comme la somme composante par composante :
Plus généralement, dans le cadre d'une présentation axiomatique des espaces vectoriels, la somme vectorielle est le résultat de l'addition vectorielle, qui est une loi interne dont le comportement est donné par les axiomes d'espace vectoriel.
La somme se généralise à plusieurs vecteurs. La somme d'une famille finie {\displaystyle (v_{i})_{i\in I}} de vecteurs est notée {\displaystyle \sum _{i\in I}v_{i}}. 